# Humpy Koneru
Humpy Koneru (in hindī हम्पी कोनेरु; Gudivada, 31 marzo 1987) è una scacchista indiana.
Ha detenuto dal 2002 al 2008 il record della più giovane donna di sempre ad essere diventata grande maestro, titolo che raggiunse a 15 anni, un mese e 27 giorni, battendo il record precedente di Judit Polgár di tre mesi. Hou Yifan la superò nell'agosto 2008, diventando grande maestro a 14 anni e 6 mesi.
È stata vice-campionessa del mondo nel 2011, perdendo il match mondiale contro la campionessa Hou Yifan.
Nell'ottobre del 2007 il suo punteggio Elo ha raggiunto quota 2606, facendone la seconda scacchista al mondo dopo Judit Polgár a superare la soglia dei 2600 punti.

## Carriera
Nel 2001 vince ad Atene il campionato del mondo femminile juniores. 
Nel 2006 ha partecipato al Campionato del mondo femminile di scacchi, venendo eliminata al secondo turno, mentre nel campionato del 2008 è stata sconfitta in semifinale da Hou Yifan.
Nel marzo del 2011 vince la tappa di Doha del FIDE Women Grand Prix. Contestualmente giunge seconda classificata dell'intero circuito, qualificandosi per la finale del campionato del mondo femminile contro la campionessa in carica Hou Yifan. In novembre viene sconfitta nel match mondiale di Tirana da Hou Yifan con il risultato di 5,5-2,5.
Nel novembre 2018 prende parte al Campionato del mondo femminile nel formato torneo. Dopo aver superato nel primo turno l'algerina Hayat Toubal per 2-0 viene eliminata al secondo turno dalla polacca Jolanta Zawadzka per 0,5-1,5.
Nel settembre 2019 vince a Skolkovo la prima tappa del FIDE Women Grand Prix con il punteggio di 8 su 11.. In dicembre diviene Campionessa del mondo nella cadenza a gioco rapido.
Nel 2021 in giugno si classifica al secondo posto nel FIDE Women's Grand Prix 2019-2021, qualificandosi al Torneo delle candidate del 2022, che avrebbe stabilito la sfidante della campionessa del mondo Ju Wenjun per il match mondiale del 2022. Al torneo dei candidati di novembre 2022 affronta al primo turno nel Principato di Monaco il grande maestro ucraino Anna Muzyčuk, venendo eliminata agli spareggi con il risultato finale di 4,5-3,5.
Nella lista FIDE del gennaio 2020 ha 2580 punti, al terzo posto nella classifica mondiale femminile.